# Ona Lliure
Ona Lliure, també coneguda durant la seva existència com a Onda Lliure, fou una emissora de ràdio lliure i autogestionada, considerada com la primera d'aquest tipus en català i de tots els Països Catalans. Creada des del 1978 per un col·lectiu d'estudiants i docents de ciències de la comunicació de la Universitat Autònoma de Barcelona, és també documentada com la primera ràdio d'aquest tipus a Espanya i s'emmarca en un dels fenòmens de la fi del franquisme, quan hi aparegueren les primeres mostres de la llibertat d'expressió i de comunicació.
Les seves primeres emissions, en una situació d'alegalitat, van tenir lloc el 4 d'abril del 1979 en un pis franc de Barcelona i tot just uns mesos després de l'entrada en vigor de la Constitució espanyola del 1978. En la seva breu trajectòria al dial 91.5 FM, en la que patí diversos precintaments i clausures policials fins a la desaparició definitiva el 1980, esdevingué un altaveu de minories i corrents progressistes i tot un «aparell teòric» de la comunicació política. Per aquest motiu, apareix documentada com una de les fites comunicatives més importants del feminisme contemporani catalanoparlant del segle xx, així com de la normalització lingüística del català a la societat de la informació.

## Història

### Antecedents i primeres emissions
El context de creació d'Ona lliure s'emmarca en la situació sociopolítica de bona part dels Països Catalans, així com en l'àmbit de tot Espanya, que vivien els primers anys de la transició després del final del franquisme. Hi va sorgir una escletxa en la llibertat d'expressió i el desig popular de democratitzar els mitjans de comunicació i d'utilitzar la tecnologia radiofònica amb l'objectiu de promoure els processos populars i el seu abast a minories culturals, grups socials de classe baixa i també corrents polítics dissonants. La llavor política de l'emissora tingué lloc, primer, en diversos contactes amb els moviments de contrainformació alternativa italians i francesos.. I després en unes jornades contra la repressió que es varen celebrar a Santa Maria de Corcó (actual l'Esquirol) i posteriorment a les Festes de la Mercè del Poble Sec de Barcelona.
Després d'un període de proves des de l'Ateneu Llibertari del Poble Sec durant la fi del 1978, l'emissora Ona Lliure emeté per primer cop el 4 d'abril del 1979 de 21:00 a 24:00 hores des d'un pis franc del carrer de Lluís el Piadós de Barcelona. Ho feu de manera alegal en el dial 91.5 MHz de la freqüència modulada (FM), quan encara era una freqüència molt neta i amb espai lliure. No tingué mai ànim de lucre i el seu objectiu prioritari fou atorgar un mitjà de comunicació estable i masses a col·lectius i moviments socials habitualment marginats, especialment en els vessants ecologista, feminista, de l'objecció de consciència al servei militar obligatori, LGBTIQ+ i també del moviment ocupa. És per aquest motiu que, malgrat que històricament la precedí Ràdio Maduixa de Granollers, aquella no tingué el mateix component polític que Ona Lliure i aquesta última rep sovint l'apel·latiu de la degana de les ràdios lliures catalanes.
Entre el grup humà de dotze persones que l'impulsà hi destaca l'alumnat i el col·lectiu docent de la facultat de Ciències de la Informació de la Universitat Autònoma de Barcelona. El seu compromís es feu palès amb la seva «Proposta per a una ràdio lliure», el manifest fundacional que llegiren en antena i que suposà la base autoreferencial del que esdevingué com a moviment de les ràdios lliures a Espanya.

### Programació, tancament forçós i llegat radiofònic

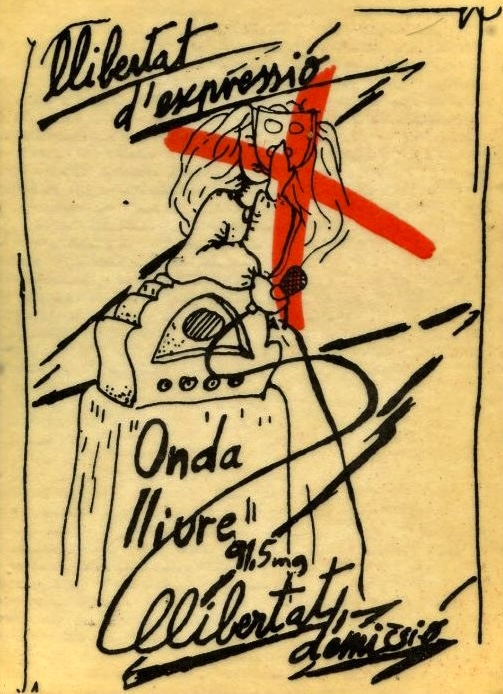
Segell de micromecenatge contra els reiterats assalts policials que van precintar Ona Lliure entre el 1979 i el 1980. El document esmenta les proclames «Llibertat d'expressió» i «Llibertat d'emissió».

En la seva programació estigué El consultori de Doña Gertrudis, una paròdia del consultori d'Elena Francis, espais musicals diversos i programes destinats a la conversa telefònica i a la participació radiofònica amb oients. De fet, aquell consultori humorístic d'Ona Lliure és considerat un element trencador en la història del feminisme dins la ràdio contemporània: aconseguí capgirar el concepte tradicional de la dona, posà en dubte molts estereotips i rols de gènere i esdevingué un laboratori comunicatiu per difondre idees i conceptes de la segona onada feminista.
Ona Lliure fou clausurada i reoberta en diverses ocasions; sis en total. El 1979, la policia espanyola la precintà fins a tres cops. Més endavant, ho feu tres cops més i contra rèpliques de nom alternatiu (Ona Lliure-2 i Ona Lliure-Bis) i fins al seu tancament definitiu pel Govern Civil el 9 de gener del 1980. Per bé que no hi havia base legal per tancar-la inicialment, la promulgació del Reial Decret 1433/1979 espanyol en fou el responsable del desenllaç final.
Tanmateix, el fenomen d'Ona Lliure provocà que sorgissin immediatament altres ràdios lliures barcelonines com ara La Campana de Gràcia, Ràdio Pica, Ràdio Llibertina de Sants o, en altres indrets catalans, emissores com Ràdio Almeda a Cornellà de Llobregat, Ràdio Tramvia a Tiana o Ràdio Arrels a la Catalunya del Nord. L'experiència d'Ona Lliure també fou cabdal per a la creació de la primera ràdio municipal dels Països Catalans i també d'Espanya: Ràdio Arenys, pertanyent a Arenys de Mar, que desfermà un fenomen de comunicació municipalista al llarg del decenni del 1980.